# Carpathian Forest

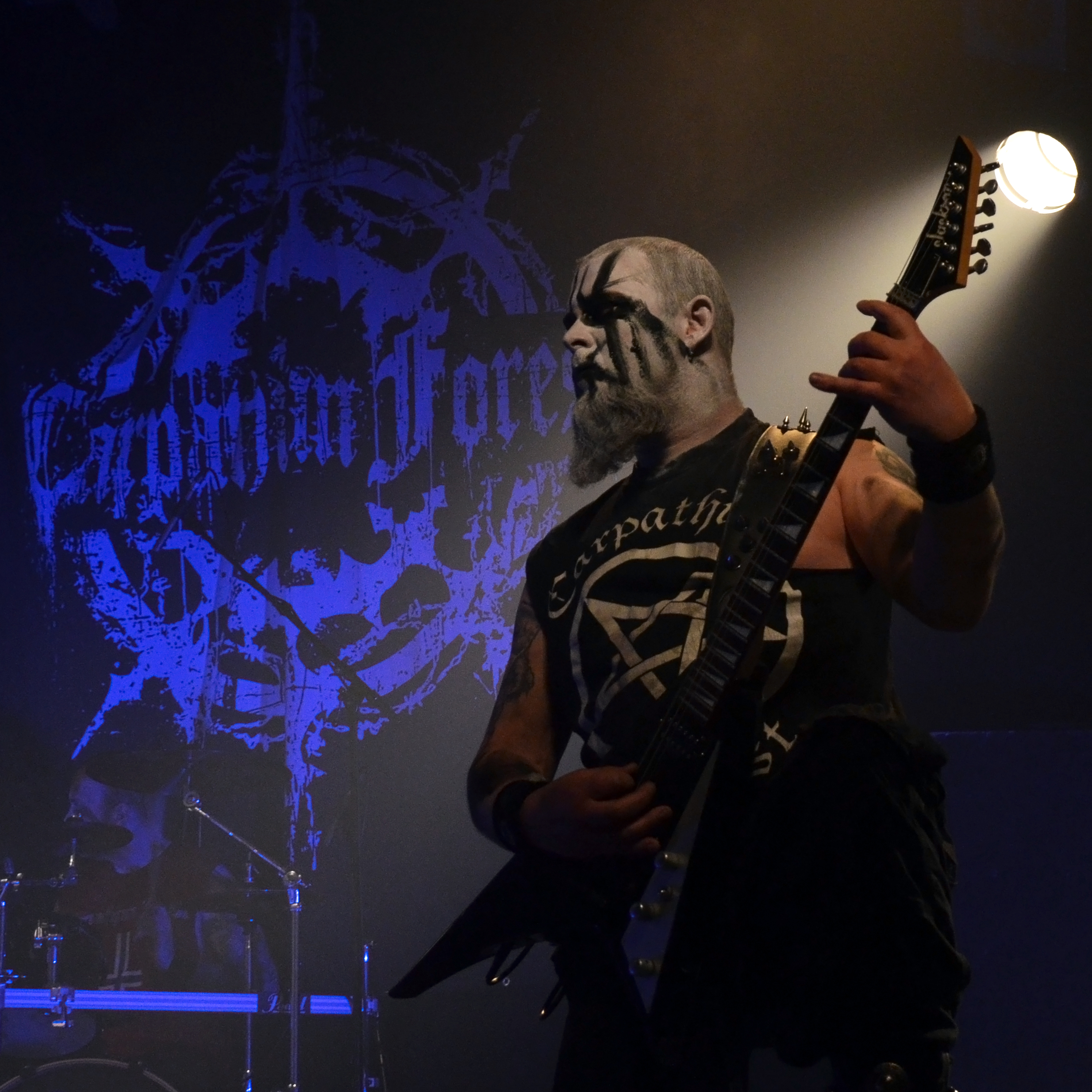
Carpathian Forest, 2013

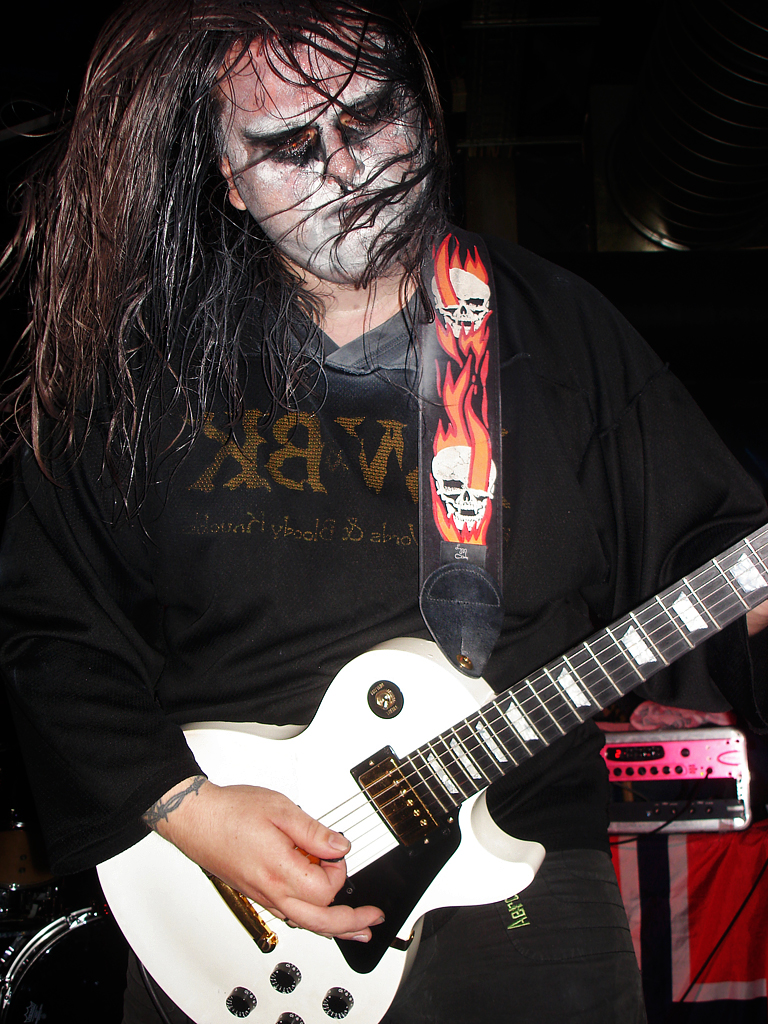
Carpathian Forest, kytarista Tchort, 2013

Carpathian Forest (v překladu z angličtiny Karpatský les) je norská black metalová kapela založená v roce 1990 Rogerem Rasmussenem (alias Nattefrost) a Johnnym Krøvelem (alias Nordavind) pod názvem Enthrone (předchůdkyní byla kapela The Childmolesters) v norském městě Sandnes. Názvem Carpathian Forest se honosí od roku 1992.
Je zaměřená ve svých textech anti-křesťansky, mezi témata patří misantropie, nihilismus, BDSM, smrt. Na bookletech CD označuje svou tvorbu jako „Misanthropic black metal“ (misantropický black metal).
V roce 1991 vyšlo první demo Black Winds (ještě pod názvem Enthrone) a v roce 1998 debutové studiové album s názvem Black Shining Leather.

## Diskografie

### Enthrone
Dema
- Black Winds (1991)

### Carpathian Forest
Dema
- Bloodlust and Perversion (1992)
- Rehearsal Outtake (1992)
- Journey Through the Cold Moors of Svarttjern (1993)

Studiová alba
- Black Shining Leather (2000)
- Strange Old Brew (2000)
- Morbid Fascination of Death (2001)
- Defending the Throne of Evil (2003)
- Fuck You All!!!! Caput tuum in ano est (2006)

EP
- Through Chasm, Caves and Titan Woods (1995)
- Likeim (2018)

Singly
- He's Turning Blue (2000)

Kompilační alba
- Bloodlust and Perversion (1997)
- We're Going to Hell for this – Over a decade of Perversions (2002)
- Skjend Hans Lik (2004)

Živá alba
- Live at Inferno '01 (2001) – limitovaná edice audiokazet
- We're Going to Hollywood for This: Live Perversions (2009)

Split nahrávky
- Carpathian Forest / Cultus Sanguine  (1996) – split audiokazeta společně s italskou kapelou Cultus Sanguine

Box sety
- The Fucking Evil Years (2017) – sada 3 CD obsahuje nahrávky Defending the Throne of Evil, Skjend hans lik a Fuck You All!!!! Caput Tuum in Ano Est

Videa
- We're Going to Hollywood for This: Live Perversions (2004) – sada DVD + CD